# Vejlbo Mose
Vejlbo Mose er en brunvandet tørvegravssø i Midtjylland på 3,3 hektar omgivet af mose med spredte træer, beliggende i Kobskov, øst for Horsensvejen, lige syd for Silkeborg. Søen er ca. 1 meter dyb, og har ingen tilløb men har afløb til Vejlsø mod syd.  
Mosen har en artsrig vegetation med mange af de plantearter som kan findes på sur og mager tørvebund. Her findes bl.a. alle de arter af dværgbuske som kan vokse i danske moser (Hedelyng, Klokkelyng, Rosmarinlyng, Revling, Blåbær, Tyttebær og Mose-Bølle). Af dyrearter findes Hugorm, Stålorm og flere spættearter, både Sortspætte, Grønspætte og Stor flagspætte.

## Tørvefabrik
Michael Drewsen, der havde anlagt Silkeborg Papirfabrik, lejede i 1858 tørveretten i Vejlbo Mose for en periode på 30 år, og anlagde en tørvefabrik ved nordøstsiden af mosen. I 1867, hvor produktionen var på det højeste, blev der lavet omkring 1,7 millioner tørv .
Tørvegravningen ophørte kort efter at jernbanen kom til byen i 1871, hvorefter mosen groede til med tæt bevoksning af birk og nåletræer; det meste blev dog ryddet  i 1980’erne og 1990’erne.